# Xenothictis atriflora
Xenothictis atriflora är en fjärilsart som beskrevs av Edward Meyrick 1930. Xenothictis atriflora ingår i släktet Xenothictis och familjen vecklare. Inga underarter finns listade i Catalogue of Life.